# Ken Bruen
Ken Bruen (* 3. Januar 1951 in Galway City; † 29. März 2025 ebenda) war ein irischer Autor düsterer Hardboiled-Kriminalromane. Er gilt als bedeutender Vertreter des Irish Noir.

## Leben
Ken Bruen besuchte das St. Joseph’s College in Galway City, später das Trinity College Dublin, an dem er über Metaphysik promovierte.
Bevor er zu schreiben begann, hatte er 25 Jahre lang als Englischlehrer in Afrika, Japan, Südostasien und Südamerika gelebt und gearbeitet. Zuletzt war er Mitglied eines literarischen Zirkels um Jason Starr, Reed Farrel Coleman und Allan Guthrie. Seine Bücher wurden mit zahlreichen Preisen geehrt, u. a. mit dem renommierten Shamus Award und dem französischen Grand prix de littérature policière.
Bruen lebte zuletzt mit seiner Frau und einer gemeinsamen Tochter in seiner Geburtsstadt Galway. Er starb am 29. März 2025 im Alter von 74 Jahren.

## Auszeichnungen
- 2004 Shamus Award – Kategorie Bester Roman für The Guards (dt. Jack Taylor fliegt raus. Atrium, Zürich 2009)
- 2005 Macavity Award – Bester Roman für The Killing of the Tinkers (dt. Jack Taylor liegt falsch. Atrium, Zürich 2010)
- 2007 Barry Award – Kategorie Bester britischer Kriminalroman für Priest (dt. Jack Taylor und der verlorene Sohn. Atrium, Zürich 2011)
- 2007 Shamus Award – Kategorie Bester Roman für The Dramatist (dt. Ein Drama für Jack Taylor. Atrium, Zürich 2011)
- 2009 Grand prix de littérature policière – Kategorie International für La main droite du diable (Original: Priest)
- 2010 Deutscher Krimi Preis – Kategorie International (3) für Jack Taylor fliegt raus (Original: The Guards)
- 2010 Macavity Award – Kategorie Bester Roman für Tower (gemeinsam mit Reed Farrel Coleman)

## Jack-Taylor-Reihe
In Galway angesiedelt, erzählen die Romane der Jack-Taylor-Reihe von den Abenteuern und Unglücksfällen des in Ungnade gefallenen ehemaligen Polizisten Jack Taylor, der als zielloser Privatdetektiv ein von Alkohol und Drogenmissbrauch ruiniertes Leben fristet. Die Reihe zeichnet den sozialen Wandel in Irland zu Bruens Lebenszeit nach; besonderes Augenmerk kommt dabei dem Niedergang der katholischen Kirche als sozialer und politischer Macht zu. Neben dem Aspekt der Immigration wird auch die seit Anfang der 1990er-Jahre florierende Wirtschaftsentwicklung Irlands immer wieder thematisiert. Häufig ist diese als Kraft dargestellt, die Irland in eine geistig ausgezehrte und materialistische Gesellschaft überführt hat, in der noch immer tiefe soziale Ungleichheit herrscht.
Die deutschen Übersetzungen der Jack-Taylor-Reihe lieferte Harry Rowohlt, mit dem Bruen auch persönlich befreundet war. Nach dessen Tod sind bisher keine weiteren Jack-Taylor-Romane auf Deutsch erschienen.
Zwischen 2010 und 2016 wurde mit Jack Taylor eine auf der Jack-Taylor-Buchserie basierende Fernseh-Krimireihe produziert.

## Werke

### Jack-Taylor-Serie
- 2001 The Guards
  - Jack Taylor fliegt raus, dt. von Harry Rowohlt; Atrium, Zürich 2009, ISBN 978-3-85535-044-5.
- 2002 The Killing of the Tinkers
  - Jack Taylor liegt falsch, dt. von Harry Rowohlt; Atrium, Zürich 2010, ISBN 978-3-85535-045-2.
- 2003 The Magdalen Martyrs
  - Jack Taylor fährt zur Hölle, dt. von Harry Rowohlt; Atrium, Zürich 2010, ISBN 978-3-85535-046-9.
- 2004 The Dramatist
  - Ein Drama für Jack Taylor, dt. von Harry Rowohlt; Atrium, Zürich 2011, ISBN 978-3-85535-047-6.
- 2006 Priest
  - Jack Taylor und der verlorene Sohn, dt. von Harry Rowohlt; Atrium, Zürich 2011, ISBN 978-3-85535-048-3.
- 2007 Cross
  - Jack Taylor auf dem Kreuzweg, dt. von Harry Rowohlt; Atrium, Zürich 2011, ISBN 978-3-85535-049-0.
- 2008 Sanctuary
  - Jack Taylor gegen Benedictus, dt. von Harry Rowohlt; Atrium, Zürich 2012, ISBN 978-3-85535-050-6.
- 2010 The Devil
  - Jack Taylor geht zum Teufel, dt. von Harry Rowohlt; Atrium, Zürich 2012, ISBN 978-3-85535-051-3.
- 2011 Headstone
  - Ein Grabstein für Jack Taylor, dt. von Harry Rowohlt; Atrium, Zürich 2013, ISBN 978-3-85535-052-0.
- 2013 Purgatory
- 2015 Green Hell
- 2016 The Emerald Lie
- 2017 The Ghosts of Galway
- 2018 In the Galway Silence
- 2019 Galway Girl
- 2021 A Galway Epiphany

### Detective Sergeant Tom Brant und Chief Inspector James Roberts-Serie
- 1998 A White Arrest
  - Saubermann, dt. von Karen Witthuhn. Polar, Stuttgart 2021, ISBN 978-3-948392-28-4.
- 1999 Taming the Alien
  - Aliens Bändigung, dt. von Karen Witthuhn. Polar, Stuttgart 2022, ISBN 978-3-948392-54-3.
- 2000 The McDead
  - McDead, dt. von Karen Witthuhn. Polar, Stuttgart 2023, ISBN 978-3-948392-75-8.
- 2002 Blitz
  - Brant, dt. von Len Wanner. Polar, Hamburg 2017, ISBN 978-3-945133-45-3.
- 2003 Vixen
  - Füchsin, dt. von Karen Witthuhn. Polar, Hamburg 2016, ISBN 978-3-945133-31-6.
- 2006 Calibre
  - Kaliber, dt. von Karen Witthuhn. Polar, Hamburg 2015, ISBN 978-3-945133-12-5.
- 2007 Ammunition
  - Scharfe Munition, dt. von Karen Witthuhn. Polar, Hamburg 2024, ISBN 978-3-910918-10-8.

### Max Fisher und Angela Petrakos-Serie
- 2006 Bust (gem. mit Jason Starr)
  - Flop, dt. von Richard Betzenbichler; Rotbuch, Berlin 2008, ISBN 978-3-86789-023-6.
- 2007 Slide (gem. mit Jason Starr)
  - Crack, dt. von Richard Betzenbichler; Rotbuch, Berlin 2009, ISBN 978-3-86789-067-0.
- 2008 The M.A.X. (gem. mit Jason Starr)
  - Attica: Hinter Gittern... und gefährlich, dt. von Richard Betzenbichler; Rotbuch, Berlin 2010, ISBN 978-3-86789-123-3.
- 2016 Pimp (gem. mit Jason Starr)

### Einzeltitel
- 1993 Shades of Grace
- 1994 Martyrs
- 1996 Rilke on Black
  - Rilke on black, dt. von Brigitte und Niklaus Helbling; Rowohlt, Reinbek 1998, ISBN 3-499-43282-X.
- 1997 The Hackman Blues
- 1998 Her Last Call to Louis MacNeice
  - Abgebrannt, dt. von Brigitte und Niklaus Helbling; Rowohlt, Reinbek 1998, ISBN 3-499-43313-3.
- 2001 London Boulevard
  - London Boulevard, dt. von Conny Lösch; Suhrkamp, Berlin 2010, ISBN 978-3-518-46208-9.
- 2004 Dispatching Baudelaire
- 2006 American Skin
- 2008 Once Were Cops
- 2008 Killer Year
- 2009 Tower (gem. mit Reed Farrel Coleman)
  - Tower, dt. von Richard Betzenbichler; Rotbuch, Berlin 2012, ISBN 978-3-86789-162-2.
- 2021 Callous